# Seznam památných stromů v okrese Klatovy
Toto je seznam památných stromů v okrese Klatovy, v němž jsou uvedeny památné stromy na území okresu Klatovy.
| Název                                                 | Obrázek                                                          | Umístění                                                   | Druh | Obvod [v cm] | Kód wikidata     | Galerie                                                                                | Poznámka |
| ----------------------------------------------------- | ---------------------------------------------------------------- | ---------------------------------------------------------- | --- | --- | ---------------- | -------------------------------------------------------------------------------------- | --- |
| Albrechtický topol †                                  |                                                                  | Albrechtice u Sušice                                       | topol černý | 410 | 102488 Q10767640 |                                                                                        | U kapličky v obci |
| Lípa v Albrechticích                                  | Lípa v Albrechticích                                             | Albrechtice u Sušice 49°11′58″ s. š., 13°33′59″ v. d.      | lípa velkolistá | 520 | 102374 Q12034683 |                                                                                        | Pod kostelem svatého Petra a Pavla; pravděpodobně totožná s 4481 |
| Alžbětínská lípa                                      | Alžbětínská lípa                                                 | Alžbětín 49°7′45″ s. š., 13°12′39″ v. d.                   | lípa malolistá | 580 | 102382 Q10787687 |                                                                                        | Nad Alžbětínem, u cesty do údolí Svarožné |
| Dub v Bezděkovském parku                              |                                                                  | Bezděkov u Klatov 49°22′38″ s. š., 13°13′20″ v. d.         | dub letní | 604 | 102449 Q11832900 |                                                                                        | V západní části zámeckého parku na konci hráze |
| Dub v Biřkově                                         | Památný dub u Biřkova.                                           | Biřkov 49°31′24″ s. š., 13°14′2″ v. d.                     | dub letní | 480 | 105276 Q26789760 |                                                                                        | U cesty vedoucí k bývalému mlýnu, v blízkosti potoka v doprovodné liniové zeleni |
| Bližanovské lípy †                                    | Bližanovské lípy                                                 | Bližanovy 49°25′41″ s. š., 13°30′16″ v. d.                 | lípa malolistá (2) | & Chyba ve výrazu: Neočekávaný operátor / Chyba ve výrazu: Neočekávaný operátor / Chyba ve výrazu: Neočekávaný operátor / Chyba ve výrazu: Neočekávaný operátor / Chyba ve výrazu: Neočekávaný operátor / Chyba ve výrazu: Neočekávaný operátor / Chyba ve výrazu: Neočekávaný operátor / Chyba ve výrazu: Neočekávaný operátor / Chyba ve výrazu: Neočekávaný operátor / Chyba ve výrazu: Neočekávaný operátor / Chyba ve výrazu: Neočekávaný operátor / Chyba ve výrazu: Neočekávaný operátor / Chyba ve výrazu: Neočekávaný operátor / Chyba ve výrazu: Neočekávaný operátor / Chyba ve výrazu: Neočekávaný operátor / -1.0000-0 | 102416 Q11159962 |                                                                                        | OS (2002) PPK zdravotní a bezpečnostní řez, konzervace dutiny, vazba na konci vesnice u kapličky. Ochrana zrušena 11. července 2024.                                                                                                  |
| Lípa u Svaté Anny                                     |                                                                  | Břežany 49°20′45″ s. š., 13°37′30″ v. d.                   | lípa srdčitá | 430 | 102434 Q12034673 |                                                                                        | Neuvedena |
| Lípa na Wunderbachu                                   |                                                                  | Velký Radkov II 49°7′52″ s. š., 13°29′18″ v. d.            | lípa srdčitá | 468 | 105858 Q26790458 | Kategorie „Lípa na Wunderbachu“ na Wikimedia Commons                                   | V bývalé osadě Wunderbach (Bystrá) u zaniklého objektu čp. 4 |
| Bystřická lípa †                                      |                                                                  | Bystřice nad Úhlavou                                       | lípa | 532 | 104484 Q87687337 |                                                                                        | U kaple nad obcí |
| Lípy na Červené                                       |                                                                  | Červená u Kašperských Hor 49°7′17″ s. š., 13°34′40″ v. d.  | lípa velkolistá (2) | 330,384 | 104867 Q26779872 |                                                                                        | V blízkosti křížku a přístupové cesty na Bajerov; obvody kmenů 330, 384 cm |
| Skupina lip na Podlesí                                |                                                                  | Červená u Kašperských Hor                                  | lípa velkolistá | & Chyba ve výrazu: Neočekávaný operátor / Chyba ve výrazu: Neočekávaný operátor / Chyba ve výrazu: Neočekávaný operátor / Chyba ve výrazu: Neočekávaný operátor / Chyba ve výrazu: Neočekávaný operátor / Chyba ve výrazu: Neočekávaný operátor / Chyba ve výrazu: Neočekávaný operátor / Chyba ve výrazu: Neočekávaný operátor / Chyba ve výrazu: Neočekávaný operátor / Chyba ve výrazu: Neočekávaný operátor / Chyba ve výrazu: Neočekávaný operátor / Chyba ve výrazu: Neočekávaný operátor / Chyba ve výrazu: Neočekávaný operátor / Chyba ve výrazu: Neočekávaný operátor / Chyba ve výrazu: Neočekávaný operátor / -1.0000-0 | 102407 Q26779870 |                                                                                        | Na Podlesí, u Vogelsangu |
| Lípa v Číhani                                         | Lípa v Číhani                                                    | Číhaň 49°20′36″ s. š., 13°25′29″ v. d.                     | lípa malolistá | 443 | 102401 Q12034705 |                                                                                        | V centru obce na dvoře u čp. 40 |
| Jedle a smrky pod Strahovem                           |                                                                  | Debrník u Železné Rudy 49°7′30″ s. š., 13°13′50″ v. d.     | smrk ztepilý (2) jedle bělokorá (3) | & Chyba ve výrazu: Neočekávaný operátor / Chyba ve výrazu: Neočekávaný operátor / Chyba ve výrazu: Neočekávaný operátor / Chyba ve výrazu: Neočekávaný operátor / Chyba ve výrazu: Neočekávaný operátor / Chyba ve výrazu: Neočekávaný operátor / Chyba ve výrazu: Neočekávaný operátor / Chyba ve výrazu: Neočekávaný operátor / Chyba ve výrazu: Neočekávaný operátor / Chyba ve výrazu: Neočekávaný operátor / Chyba ve výrazu: Neočekávaný operátor / Chyba ve výrazu: Neočekávaný operátor / Chyba ve výrazu: Neočekávaný operátor / Chyba ve výrazu: Neočekávaný operátor / Chyba ve výrazu: Neočekávaný operátor / -1.0000-0 | 102392 Q12024367 |                                                                                        | Součást lesního porostu |
| Skupina stromů u kostela                              | Skupina stromů u kostela                                         | Dlouhá Ves u Sušice 49°11′47″ s. š., 13°30′33″ v. d.       | javor klen (2) jasan ztepilý (2) lípa malolistá (1)                                                                                            | & Chyba ve výrazu: Neočekávaný operátor / Chyba ve výrazu: Neočekávaný operátor / Chyba ve výrazu: Neočekávaný operátor / Chyba ve výrazu: Neočekávaný operátor / Chyba ve výrazu: Neočekávaný operátor / Chyba ve výrazu: Neočekávaný operátor / Chyba ve výrazu: Neočekávaný operátor / Chyba ve výrazu: Neočekávaný operátor / Chyba ve výrazu: Neočekávaný operátor / Chyba ve výrazu: Neočekávaný operátor / Chyba ve výrazu: Neočekávaný operátor / Chyba ve výrazu: Neočekávaný operátor / Chyba ve výrazu: Neočekávaný operátor / Chyba ve výrazu: Neočekávaný operátor / Chyba ve výrazu: Neočekávaný operátor / -1.0000-0 | 104357 Q26779882 |                                                                                        | U kostela v obci Dlouhá Ves |
| Krušecká lipová alej                                  | Krušecká lipová alej                                             | Dolejší Krušec 49°11′1″ s. š., 13°28′36″ v. d.             | lípa velkolistá (7) lípa srdčitá (7) | & Chyba ve výrazu: Neočekávaný operátor / Chyba ve výrazu: Neočekávaný operátor / Chyba ve výrazu: Neočekávaný operátor / Chyba ve výrazu: Neočekávaný operátor / Chyba ve výrazu: Neočekávaný operátor / Chyba ve výrazu: Neočekávaný operátor / Chyba ve výrazu: Neočekávaný operátor / Chyba ve výrazu: Neočekávaný operátor / Chyba ve výrazu: Neočekávaný operátor / Chyba ve výrazu: Neočekávaný operátor / Chyba ve výrazu: Neočekávaný operátor / Chyba ve výrazu: Neočekávaný operátor / Chyba ve výrazu: Neočekávaný operátor / Chyba ve výrazu: Neočekávaný operátor / Chyba ve výrazu: Neočekávaný operátor / -1.0000-0 | 102421 Q12031641 | Kategorie „Lipová alej (Dolejší Krušec)“ na Wikimedia Commons                          | Při cestě z obce k lesu (bývalé kapličce), leží na hranici CHKO |
| Lípa velkolistá "u Bajčiů" ve Starých Volšovech       |                                                                  | Dolní Staňkov 49°12′34″ s. š., 13°29′27″ v. d.             | lípa velkolistá | 593 | 104671 Q26789320 |                                                                                        | Na levé straně cesty k vrchu Stráž ve Starých Volšovech |
| Lípa velkolistá ve Starých Volšovech                  |                                                                  | Dolní Staňkov 49°12′34″ s. š., 13°29′27″ v. d.             | lípa velkolistá | 440 | 104672 Q26789321 |                                                                                        | Okraj pastviny, vpravo od místní cesty na vrch Stráž |
| Volšovská lípa                                        | Volšovy - památná lípa                                           | Dolní Staňkov 49°12′55″ s. š., 13°29′23″ v. d.             | lípa velkolistá | 679 | 102460 Q11934086 |                                                                                        | Na nádvoří bývalého zámku Volšovy |
| Lípa u kapličky †                                     | Lípa u kapličky                                                  | Domažličky 49°25′14″ s. š., 13°22′55″ v. d.                | lípa malolistá | 450 | 104366 Q26789258 |                                                                                        | Travnatá plocha u kapličky v Domažličkách. Ochrana zrušena 9. července 2020. |
| Drslavický klen                                       |                                                                  | Drslavice u Tupadel 49°24′51″ s. š., 13°13′7″ v. d.        | javor klen | 420 | 102478 Q11829002 |                                                                                        | Na hrázi rybníka Dubeček pod Drslavicemi |
| Hadravská lípa                                        | Hadravská lípa                                                   | Hadrava 49°18′41″ s. š., 13°7′26″ v. d.                    | lípa velkolistá | 559 | 102444 Q12018858 |                                                                                        | U domu čp.16 |
| Hamerský buk                                          |                                                                  | Hamry na Šumavě                                            | buk lesní | 360 | 102469 Q12018921 |                                                                                        | 2003 prasklý kmen a hlavní větev, nutné ošetření, souřadnice 3/2003. OS (2003) bezpečnostní vázání a zastřešení podélné praskliny při cestě na Zadní Hamry                                                                            |
| Lípa Dobrá Voda                                       | Lípa v Dobré Vodě                                                | Hartmanice I 49°9′19″ s. š., 13°26′15″ v. d.               | lípa velkolistá | 420 | 102439 Q26787684 |                                                                                        | U kostela Dobrá Voda |
| Lípa u Sv. Filipa Jakuba                              |                                                                  | Hejná 49°17′15″ s. š., 13°40′28″ v. d.                     | lípa srdčitá | 348 | 105368 Q26789816 |                                                                                        | Na travnaté ploše u kostela Sv. Filipa Jakuba v těsné blízkosti hřbitovní zdi |
| Brčálnická lípa                                       | Jedna ze dvou chráněných líp                                     | Hojsova Stráž 49°11′33″ s. š., 13°13′24″ v. d.             | lípa velkolistá | 675 | 102467 Q11357231 | Kategorie „Brčálnická lípa“ na Wikimedia Commons                                       | Pod hotelem Fanda na louce (u železnice poblíž hřiště?) |
| Brčálnický buk                                        |                                                                  | Hojsova Stráž 49°11′48″ s. š., 13°13′28″ v. d.             | buk lesní | 480 | 102468 Q11357291 |                                                                                        | Špatný bez dlouhodobé perspektivy u hájovny mezi Brčálníkem a Hojsovou Stráží |
| Brčálnický jasan                                      | Brčálnický jasan                                                 | Hojsova Stráž 49°11′38″ s. š., 13°13′26″ v. d.             | jasan ztepilý | 520 | 102477 Q11357324 | Kategorie „Brčálnický jasan“ na Wikimedia Commons                                      | Mohutná koruna i kořenové náběhy, částečně proschlé větve, kmen obrostlý mechem u potoka v Brčálníku |
| Jasany na Brčálníku                                   | Jasany na Brčálníku                                              | Hojsova Stráž 49°11′33″ s. š., 13°13′28″ v. d.             | jasan ztepilý (2) | & Chyba ve výrazu: Neočekávaný operátor / Chyba ve výrazu: Neočekávaný operátor / Chyba ve výrazu: Neočekávaný operátor / Chyba ve výrazu: Neočekávaný operátor / Chyba ve výrazu: Neočekávaný operátor / Chyba ve výrazu: Neočekávaný operátor / Chyba ve výrazu: Neočekávaný operátor / Chyba ve výrazu: Neočekávaný operátor / Chyba ve výrazu: Neočekávaný operátor / Chyba ve výrazu: Neočekávaný operátor / Chyba ve výrazu: Neočekávaný operátor / Chyba ve výrazu: Neočekávaný operátor / Chyba ve výrazu: Neočekávaný operátor / Chyba ve výrazu: Neočekávaný operátor / Chyba ve výrazu: Neočekávaný operátor / -1.0000-0 | 102384 Q12024241 |                                                                                        | U chat pod brčálnickým kravínem |
| Jezerní jedle                                         | Jezerní jedle                                                    | Hojsova Stráž 49°10′59″ s. š., 13°10′48″ v. d.             | jedle bělokorá | 320 | 102390 Q12024625 | Kategorie „Jezerní jedle“ na Wikimedia Commons                                         | Lesní porost 19 F |
| Lípa pod čističkou                                    |                                                                  | Hojsova Stráž 49°12′59″ s. š., 13°11′38″ v. d.             | lípa velkolistá | 631 | 102388 Q12034650 |                                                                                        | OS (1998) zdravotní řez, desinfekce kořenových náběhů u bývalé silážní jámy pod čističkou |
| Lípy na Vyhlídce                                      | Lípy na Vyhlídce                                                 | Hojsova Stráž 49°12′37″ s. š., 13°11′56″ v. d.             | lípa malolistá (2) | & Chyba ve výrazu: Neočekávaný operátor / Chyba ve výrazu: Neočekávaný operátor / Chyba ve výrazu: Neočekávaný operátor / Chyba ve výrazu: Neočekávaný operátor / Chyba ve výrazu: Neočekávaný operátor / Chyba ve výrazu: Neočekávaný operátor / Chyba ve výrazu: Neočekávaný operátor / Chyba ve výrazu: Neočekávaný operátor / Chyba ve výrazu: Neočekávaný operátor / Chyba ve výrazu: Neočekávaný operátor / Chyba ve výrazu: Neočekávaný operátor / Chyba ve výrazu: Neočekávaný operátor / Chyba ve výrazu: Neočekávaný operátor / Chyba ve výrazu: Neočekávaný operátor / Chyba ve výrazu: Neočekávaný operátor / -1.0000-0 | 102422 Q12034716 |                                                                                        | Na Vyhlídce |
| Stromy pod čističkou                                  | Stromy pod čističkou                                             | Hojsova Stráž 49°12′59″ s. š., 13°11′38″ v. d.             | jasan ztepilý (1) lípa velkolistá (4) | & Chyba ve výrazu: Neočekávaný operátor / Chyba ve výrazu: Neočekávaný operátor / Chyba ve výrazu: Neočekávaný operátor / Chyba ve výrazu: Neočekávaný operátor / Chyba ve výrazu: Neočekávaný operátor / Chyba ve výrazu: Neočekávaný operátor / Chyba ve výrazu: Neočekávaný operátor / Chyba ve výrazu: Neočekávaný operátor / Chyba ve výrazu: Neočekávaný operátor / Chyba ve výrazu: Neočekávaný operátor / Chyba ve výrazu: Neočekávaný operátor / Chyba ve výrazu: Neočekávaný operátor / Chyba ve výrazu: Neočekávaný operátor / Chyba ve výrazu: Neočekávaný operátor / Chyba ve výrazu: Neočekávaný operátor / -1.0000-0 | 102387 Q12056608 | Kategorie „Stromy pod čističkou“ na Wikimedia Commons                                  | OS (1999) bezpečnostní a zdravotní řez, konzervace a zastřešení dutin |
| Stromy u kostela v Hojsově Stráži                     | Stromy u kostela v Hojsově Stráži                                | Hojsova Stráž 49°12′33″ s. š., 13°11′57″ v. d.             | jasan ztepilý (2) lípa velkolistá (2) | & Chyba ve výrazu: Neočekávaný operátor / Chyba ve výrazu: Neočekávaný operátor / Chyba ve výrazu: Neočekávaný operátor / Chyba ve výrazu: Neočekávaný operátor / Chyba ve výrazu: Neočekávaný operátor / Chyba ve výrazu: Neočekávaný operátor / Chyba ve výrazu: Neočekávaný operátor / Chyba ve výrazu: Neočekávaný operátor / Chyba ve výrazu: Neočekávaný operátor / Chyba ve výrazu: Neočekávaný operátor / Chyba ve výrazu: Neočekávaný operátor / Chyba ve výrazu: Neočekávaný operátor / Chyba ve výrazu: Neočekávaný operátor / Chyba ve výrazu: Neočekávaný operátor / Chyba ve výrazu: Neočekávaný operátor / -1.0000-0 | 102389 Q12056609 |                                                                                        | U kostela |
| Lípy u Mlýnského rybníka                              |                                                                  | Horažďovická Lhota 49°21′18″ s. š., 13°40′52″ v. d.        | lípa velkolistá (1) lípa srdčitá (1) | 350,337 | 105036 Q26779859 |                                                                                        | U stezky vedoucí okolo Mlýnského rybníka v Horažďovické Lhotě, u křížku po obou jeho stranách; obvod kmenů: 350 cm, 337 cm |
| Buk na Výhledech                                      |                                                                  | Horská Kvilda 49°3′40″ s. š., 13°32′14″ v. d.              | buk lesní | 430 | 102438 Q11362217 |                                                                                        | Kmen má zcela dutý až vysoko do koruny, přesto vypadá vitálně, kůra rozpraskaná, nebuková, koruna hustá, pěkný strom. na Výhledech |
| Hrádecká lípa                                         |                                                                  | Hrádek u Sušice 49°15′2″ s. š., 13°30′46″ v. d.            | lípa velkolistá | 465 | 102442 Q12020807 |                                                                                        | Na návrší u sochy sv.J.Nepomuckého, vpravo od silnice ze Sušice do Hrádku |
| Hrádecký dub                                          |                                                                  | Hrádek u Sušice 49°15′42″ s. š., 13°29′42″ v. d.           | dub letní | 411 | 102466 Q12020806 | Kategorie „hrádecký dub“ na Wikimedia Commons                                          | U Mlýnského rybníka |
| Hradištský buk †                                      |                                                                  | Hradiště u Boříkov                                         | buk lesní | 490 | 104486 Q86355051 |                                                                                        | Neuvedena |
| Hůrecká alej                                          | Část aleje javorů a lip vedoucí k obci Hůrka.                    | Hůrka u Železné Rudy 49°7′38″ s. š., 13°19′49″ v. d.       | javor mléč (1) javor klen (80) lípa srdčitá (35)                                                                                               | 90−410 | 105596 Q26791026 |                                                                                        | Od hřbitovní kaple v bývalé osadě Hůrka podél účelových komunikací ve směru Nová Hůrka-Hůrka-jezero Laka a Hůrka-Železná Ruda a podél značené turistické trasy z Hůrky směrem na Vysoké Lávky                                         |
| Chamutická lípa                                       |                                                                  | Chamutice 49°12′47″ s. š., 13°27′10″ v. d.                 | lípa velkolistá | 500 | 102458 Q11723036 | Kategorie „Chamutická lípa“ na Wikimedia Commons                                       | V poli proti křížku při cestě z Chamutic do Petrovic |
| Lípa pod statkem v Chamuticích                        | Lipa pod statkem v Chamuticích                                   | Chamutice 49°12′36″ s. š., 13°27′19″ v. d.                 | lípa velkolistá | 577 | 104358 Q26789251 | Kategorie „Tilia platyphyllos Chamutice - close to the farmhouse“ na Wikimedia Commons | Jižní okraj parcely u statku |
| Chudenická lípa                                       | Chudenická lípa                                                  | Chudenice 49°27′40″ s. š., 13°10′39″ v. d.                 | lípa velkolistá | 336 | 102452 Q11730161 |                                                                                        | U silnice do Slatiny v lokalitě "u kapličky" |
| Lázeňská lípa                                         | Lípa u zámku Lázeň                                               | Chudenice 49°27′26″ s. š., 13°9′53″ v. d.                  | lípa velkolistá | 592 | 105462 Q26790048 |                                                                                        | Za budovou zámku na prostranství, ke kterému vedou schody |
| Tis v Chudenicích                                     |                                                                  | Chudenice 49°27′37″ s. š., 13°9′45″ v. d.                  | tis červený | 248 | 102370 Q12059015 | Kategorie „Tis v Chudenicích“ na Wikimedia Commons                                     | U hájovny pod Bolfánkem |
| Zámecká lípa v Chudenicích                            | Zámecká lípa v Chudenicích                                       | Chudenice 49°28′7″ s. š., 13°10′28″ v. d.                  | lípa velkolistá | 300 | 102451 Q10937592 |                                                                                        | Na terase před zámkem |
| Chudenínská lípa                                      | Lípa u kapličky na návsi v Chudeníně u Nýrska.                   | Chudenín 49°17′30″ s. š., 13°6′3″ v. d.                    | lípa velkolistá | 553 | 102445 Q11730171 |                                                                                        | V obci na návsi u kapličky |
| Lípa u kostela v Javorné                              | Lípa v Javorné                                                   | Javorná na Šumavě 49°13′9″ s. š., 13°18′15″ v. d.          | lípa srdčitá | 480 | 102479 Q12034679 |                                                                                        | Vrostlá do kapličky u kostela |
| Buk lesní, na Křtítě †                                |                                                                  | Javoří u Hartmanic                                         | buk lesní | 350 | 105343 Q95581864 |                                                                                        | Neuvedena |
| Lípa u Podlešáků                                      |                                                                  | Jetenovice 49°22′36″ s. š., 13°40′0″ v. d.                 | lípa srdčitá | 730 | 102431 Q12034670 |                                                                                        | U čp. 25 |
| Buk v Jindřichovickém zámeckém parku                  |                                                                  | Jindřichovice u Malonic 49°17′50″ s. š., 13°23′40″ v. d.   | buk lesní červenolistý | 316 | 104677 Q26789325 | Kategorie „Buk v Jindřichovickém parku“ na Wikimedia Commons                           | Jindřichovický zámecký park |
| Javor stříbrný v Jindřichovickém zámeckém parku       |                                                                  | Jindřichovice u Malonic 49°17′51″ s. š., 13°23′40″ v. d.   | javor stříbrný | 477 | 104676 Q26789324 | Kategorie „Javor stříbrný v Jindřichovickém zámeckém parku“ na Wikimedia Commons       | Živé torzo stromu porostlé břečťanem v Jindřichovickém zámeckém parku |
| Jindřichovická lípa v zámeckém parku                  |                                                                  | Jindřichovice u Malonic 49°17′47″ s. š., 13°23′42″ v. d.   | lípa velkolistá | 580 | 104673 Q26789322 | Kategorie „Jindřichovická lípa v zámeckém parku“ na Wikimedia Commons                  | V Jindřichovickém zámeckém parku za jednou z hospodářských budov |
| Lípa velkolistá v Jindřichovickém zámeckém parku      |                                                                  | Jindřichovice u Malonic 49°17′49″ s. š., 13°23′39″ v. d.   | lípa velkolistá | 400 | 104674 Q26789323 | Kategorie „Lípa velkolistá v Jindřichovickém zámeckém parku“ na Wikimedia Commons      | V Jindřichovickém zámeckém parku jižně od rybníčku |
| Skupina javorů klenů v Jindřichovickém zámeckém parku |                                                                  | Jindřichovice u Malonic 49°17′49″ s. š., 13°23′39″ v. d.   | javor klen (5) | 335, 372, 402, 242, 260 | 104675 Q26779877 | Kategorie „Skupina javorů klenů v Jindřichovickém zámeckém parku“ na Wikimedia Commons | Jindřichovický zámecký park |
| Lípa pod penzionem v Jiřičné                          |                                                                  | Jiřičná 49°12′21″ s. š., 13°26′49″ v. d.                   | lípa malolistá | 493 | 104356 Q26789250 | Kategorie „Lípa pod penzionem v Jiřičné“ na Wikimedia Commons                          | Pod penzionem Jiřičná |
| Lípy v Kamýku                                         |                                                                  | Kamýk u Švihova 49°28′2″ s. š., 13°19′25″ v. d.            | lípa velkolistá (3) | & Chyba ve výrazu: Neočekávaný operátor / Chyba ve výrazu: Neočekávaný operátor / Chyba ve výrazu: Neočekávaný operátor / Chyba ve výrazu: Neočekávaný operátor / Chyba ve výrazu: Neočekávaný operátor / Chyba ve výrazu: Neočekávaný operátor / Chyba ve výrazu: Neočekávaný operátor / Chyba ve výrazu: Neočekávaný operátor / Chyba ve výrazu: Neočekávaný operátor / Chyba ve výrazu: Neočekávaný operátor / Chyba ve výrazu: Neočekávaný operátor / Chyba ve výrazu: Neočekávaný operátor / Chyba ve výrazu: Neočekávaný operátor / Chyba ve výrazu: Neočekávaný operátor / Chyba ve výrazu: Neočekávaný operátor / -1.0000-0 | 105277 Q26779862 | Kategorie „Lípy v Kamýku“ na Wikimedia Commons                                         | Na volném prostranství v blízkosti komunikace; obvod kmenů 340 cm, 470 cm, 275 cm |
| Beňovská lípa †                                       | Beňovská lípa                                                    | Klatovy 49°23′27″ s. š., 13°15′50″ v. d.                   | lípa srdčitá | 631 | 102448 Q11143877 |                                                                                        | U silnice Klatovy-Kdyně |
| Dub letní v Klatovech                                 | Dub letní v Klatovech                                            | Klatovy 49°23′54″ s. š., 13°17′20″ v. d.                   | dub letní | 320 | 102410 Q11832936 |                                                                                        | V Kollárově ulici |
| Dub u Pazderny – Klatovy                              |                                                                  | Klatovy 49°24′8″ s. š., 13°16′55″ v. d.                    | dub letní | 395 | 104875 Q26789518 |                                                                                        | Větší travnatá plocha mezi silnicí a Drnovým potokem – lokalita U Pazderny |
| Javor u klatovské pošty                               |                                                                  | Klatovy 49°23′45″ s. š., 13°17′22″ v. d.                   | javor stříbrný | 281 | 102455 Q12024268 | Kategorie „Javor u klatovské pošty“ na Wikimedia Commons                               | Na křižovatce proti bývalému ONV |
| Kochánovské javory                                    | Kochánovské javory                                               | Kochánov III 49°11′55″ s. š., 13°22′27″ v. d.              | javor klen (4) | & Chyba ve výrazu: Neočekávaný operátor / Chyba ve výrazu: Neočekávaný operátor / Chyba ve výrazu: Neočekávaný operátor / Chyba ve výrazu: Neočekávaný operátor / Chyba ve výrazu: Neočekávaný operátor / Chyba ve výrazu: Neočekávaný operátor / Chyba ve výrazu: Neočekávaný operátor / Chyba ve výrazu: Neočekávaný operátor / Chyba ve výrazu: Neočekávaný operátor / Chyba ve výrazu: Neočekávaný operátor / Chyba ve výrazu: Neočekávaný operátor / Chyba ve výrazu: Neočekávaný operátor / Chyba ve výrazu: Neočekávaný operátor / Chyba ve výrazu: Neočekávaný operátor / Chyba ve výrazu: Neočekávaný operátor / -1.0000-0 | 102379 Q12029698 | Kategorie „Acer pseudoplatanus in Kochánov“ na Wikimedia Commons                       | Blízko komunikace Kochánov, v r. 2002 zrušena ochrana 1 javoru |
| Skupina stromů v zámeckém parku Karlov †              |                                                                  | Kochánov III                                               | smrk ztepilý (1) dub letní (1) dub červený (1) dub zimní (1) javor mléč (1) javor klen (1)                                                     | & Chyba ve výrazu: Neočekávaný operátor / Chyba ve výrazu: Neočekávaný operátor / Chyba ve výrazu: Neočekávaný operátor / Chyba ve výrazu: Neočekávaný operátor / Chyba ve výrazu: Neočekávaný operátor / Chyba ve výrazu: Neočekávaný operátor / Chyba ve výrazu: Neočekávaný operátor / Chyba ve výrazu: Neočekávaný operátor / Chyba ve výrazu: Neočekávaný operátor / Chyba ve výrazu: Neočekávaný operátor / Chyba ve výrazu: Neočekávaný operátor / Chyba ve výrazu: Neočekávaný operátor / Chyba ve výrazu: Neočekávaný operátor / Chyba ve výrazu: Neočekávaný operátor / Chyba ve výrazu: Neočekávaný operátor / -1.0000-0 | 102393 Q26779881 |                                                                                        | Zámecký park Karlov, u jednoho javoru zrušena ochrana – pokácen. Rozhodnutí Správy NP Šumava ze dne 27.9.2016 č.j. NPS 07843/2016 uvádí tuto skupinu jako zaniklou, protože ochrana byla buď zrušena, nebo jsou stromy nedohledatelné |
| Smrk na Karlově                                       |                                                                  | Kochánov III 49°9′47″ s. š., 13°25′44″ v. d.               | smrk ztepilý | 440 | 106155 Q73591019 |                                                                                        | V zámeckém parku Karlov. Býval součástí zaniklé skupiny "skupina stromů v zámeckém parku Karlov" |
| Kojšická lípa                                         | Kojšická lípa                                                    | Kojšice 49°12′14″ s. š., 13°27′5″ v. d.                    | lípa velkolistá | 670 | 102489 Q12029757 | Kategorie „Kojšická lípa“ na Wikimedia Commons                                         | V obci |
| Tichých lípa                                          |                                                                  | Kojšice 49°12′16″ s. š., 13°27′5″ v. d.                    | lípa velkolistá | 580 | 102480 Q12058974 | Kategorie „Tichých lípa“ na Wikimedia Commons                                          | U čp.9 |
| Lípa ve Smrčí                                         |                                                                  | Kolinec 49°19′11″ s. š., 13°26′39″ v. d.                   | lípa malolistá | 466 | 105965 Q26790585 |                                                                                        | V obci u čp. 27 |
| Lípa v Krotějově                                      |                                                                  | Krotějov 49°17′3″ s. š., 13°13′37″ v. d.                   | lípa srdčitá | 645 | 104931 Q26789551 |                                                                                        | Na návsi v Krotějově |
| Křištínský klen                                       |                                                                  | Křištín 49°20′17″ s. š., 13°20′18″ v. d.                   | javor klen | 327 | 105292 Q26789770 |                                                                                        | V obci na volném prostranství mezi hospodářskou budovou a stavením čp. 19 |
| Skupina dubů zimních                                  |                                                                  | Štěpanice 49°12′12″ s. š., 13°25′56″ v. d.                 | dub zimní (2) | & Chyba ve výrazu: Neočekávaný operátor / Chyba ve výrazu: Neočekávaný operátor / Chyba ve výrazu: Neočekávaný operátor / Chyba ve výrazu: Neočekávaný operátor / Chyba ve výrazu: Neočekávaný operátor / Chyba ve výrazu: Neočekávaný operátor / Chyba ve výrazu: Neočekávaný operátor / Chyba ve výrazu: Neočekávaný operátor / Chyba ve výrazu: Neočekávaný operátor / Chyba ve výrazu: Neočekávaný operátor / Chyba ve výrazu: Neočekávaný operátor / Chyba ve výrazu: Neočekávaný operátor / Chyba ve výrazu: Neočekávaný operátor / Chyba ve výrazu: Neočekávaný operátor / Chyba ve výrazu: Neočekávaný operátor / -1.0000-0 | 102394 Q24877532 |                                                                                        | Palvínov |
| Kvášňovická lípa                                      | Kvášňovická lípa                                                 | Kvášňovice 49°24′46″ s. š., 13°39′25″ v. d.                | lípa velkolistá | 383 | 102446 Q12032062 | Kategorie „Kvášňovická lípa“ na Wikimedia Commons                                      | Při polní cestě z Kvášňovic do Deffurových Lažan |
| Lípa nad Lešišovem                                    | Lešišovská lípa                                                  | Lešišov 49°15′38″ s. š., 13°27′42″ v. d.                   | lípa srdčitá | 650 | 102486 Q12033200 | Kategorie „Lešišovská lípa“ na Wikimedia Commons                                       | U silnice na Petrovice ve statku; souřadnice 49 15,555, 13 27,733, 49 15 37,3, 13 27 42,5 |
| Javor klen na Podlesí                                 |                                                                  | Lídlovy Dvory 49°6′40″ s. š., 13°33′7″ v. d.               | javor klen | 400 | 102413 Q26787680 |                                                                                        | Na Vogelsangu u bývalé hájovny |
| Lípa na Podlesí                                       |                                                                  | Lídlovy Dvory 49°6′50″ s. š., 13°33′13″ v. d.              | lípa velkolistá | 560 | 102476 Q12034642 |                                                                                        | Kmen je dutý, v dutině adventivní kořeny, velmi pěkná solitéra, chybí označení na Podlesí |
| Dub v Lučici                                          | Dub v Lučici                                                     | Lučice u Chudenic 49°27′10″ s. š., 13°9′45″ v. d.          | dub letní | 465 | 102371 Q11833008 | Kategorie „Dub v Lučici“ na Wikimedia Commons                                          | V centru obce u hlavní silnice |
| Mačická lípa                                          | Mačická lípa                                                     | Mačice 49°13′25″ s. š., 13°40′56″ v. d.                    | lípa velkolistá | 768 | 102443 Q12036201 | Kategorie „Mačická lípa“ na Wikimedia Commons                                          | U čp. 41 |
| Hydčická lípa                                         | Hydčická lípa                                                    | Malé Hydčice 49°18′10″ s. š., 13°39′50″ v. d.              | lípa srdčitá | 447 | 102441 Q12021106 | Kategorie „Hydčická lípa“ na Wikimedia Commons                                         | Na pastvině na levém břehu náhonu pod mlýnem |
| Malečská lípa                                         |                                                                  | Maleč 49°10′23″ s. š., 13°40′40″ v. d.                     | lípa srdčitá | 580 | 102440 Q12034988 |                                                                                        | U čp. 21 na jv. okraji vesnice, po pravé straně silnice do Vacova |
| Dub u Malonic                                         |                                                                  | Malonice 49°17′19″ s. š., 13°23′26″ v. d.                  | dub různolistý | 418 | 102404 Q11832300 | Kategorie „Dub u Malonic“ na Wikimedia Commons                                         | V od obce Malonice, u rybníčka Ostrovský |
| Lípa na návsi v Malonicích                            |                                                                  | Malonice 49°17′17″ s. š., 13°22′36″ v. d.                  | lípa velkolistá | 781 | 102465 Q12034645 | Kategorie „Lípa na návsi v Malonicích“ na Wikimedia Commons                            | Na návsi u odbočky na Velhartice |
| Malonická lípa                                        | Malonická lípa                                                   | Malonice 49°17′25″ s. š., 13°22′47″ v. d.                  | lípa velkolistá | 796 | 102464 Q12035019 | Kategorie „Malonická lípa“ na Wikimedia Commons                                        | Na pastvině pod kravínem |
| Jilm v Mileticích †                                   |                                                                  | Miletice u Dlažova 49°21′27″ s. š., 13°10′ v. d.           | jilm horský | 300 | 102409 Q12024739 |                                                                                        | U silnice od Dlažova, na kraji obce vlevo v zahradě. Strom odumřel, ochrana byla zrušena 2. července 2020. |
| Lípy na Božích mukách                                 |                                                                  | Milínov 49°14′28″ s. š., 13°23′19″ v. d.                   | lípa malolistá (6) | & Chyba ve výrazu: Neočekávaný operátor / Chyba ve výrazu: Neočekávaný operátor / Chyba ve výrazu: Neočekávaný operátor / Chyba ve výrazu: Neočekávaný operátor / Chyba ve výrazu: Neočekávaný operátor / Chyba ve výrazu: Neočekávaný operátor / Chyba ve výrazu: Neočekávaný operátor / Chyba ve výrazu: Neočekávaný operátor / Chyba ve výrazu: Neočekávaný operátor / Chyba ve výrazu: Neočekávaný operátor / Chyba ve výrazu: Neočekávaný operátor / Chyba ve výrazu: Neočekávaný operátor / Chyba ve výrazu: Neočekávaný operátor / Chyba ve výrazu: Neočekávaný operátor / Chyba ve výrazu: Neočekávaný operátor / -1.0000-0 | 102403 Q12034715 |                                                                                        | Skupina lip u kříže (památníku) cca 300 m záp. od silnice Hlavňovice Suchá. |
| Mochovské modříny                                     | Mochovské modříny                                                | Mochov u Hartmanic 49°11′14″ s. š., 13°23′42″ v. d.        | modřín opadavý (6) | 370−430 | 102423 Q26790921 |                                                                                        | Kmen dutý, ve 13 m ulomený vrchol, kůra se odlupuje,často poškozovány blesky. Druhý největší má obvod kmene 352 cm u cesty na Dolejší Těšov, leží na hranici CHKO, jeden strom pokácen                                                |
| Mochovský jilm †                                      |                                                                  | Mochov u Hartmanic 49°11′11″ s. š., 13°23′47″ v. d.        | jilm habrolistý | 469 | 104868 Q26789516 |                                                                                        | Na rozhraní pozemků v soukromém vlastnictví; extrémní poloha cca 860 m n. m. |
| Dub v Mokrosukách †                                   | Dub v Mokrosukách                                                | Mokrosuky                                                  | dub letní | 470 | 102485 Q11832311 |                                                                                        | U křižovatky silnic z Mokrosuk na Lešišov |
| Lípa u Zelených                                       | Lípa u Zelených                                                  | Mokrosuky 49°16′32″ s. š., 13°27′13″ v. d.                 | lípa velkolistá | 837 | 102463 Q12034675 | Kategorie „Lípa u Zelených“ na Wikimedia Commons                                       | Na konci obce u silnice do Hory Matky Boží |
| Nehodivská lípa                                       | Nehodivská lípa                                                  | Nehodiv 49°24′37″ s. š., 13°33′26″ v. d.                   | lípa velkolistá | 331 | 102447 Q12040564 |                                                                                        | Na návsi před čp. 4 |
| Dub u Dvora †                                         |                                                                  | Nemilkov                                                   | dub letní | 510 | 102482 Q11832254 | Kategorie „Dub u dvora“ na Wikimedia Commons                                           | U cesty ke dvoru |
| Chrástovský dub                                       | Chrástovský dub                                                  | Nemilkov 49°16′54″ s. š., 13°21′13″ v. d.                  | dub letní | 416 | 102456 Q11729670 |                                                                                        | Na louce nad dvorem Chrástov u silnice do Nemilkova |
| Nemilkovský dub                                       |                                                                  | Nemilkov 49°16′43″ s. š., 13°21′5″ v. d.                   | dub letní | 536 | 102457 Q12040646 |                                                                                        | Na louce u lesa cca 250 m jižně směrem od oblouku železniční tratě Běsiny-Nemilkov |
| Buk na Ždánově                                        | Buk na Ždánově začátkem podzimu                                  | Nezdice na Šumavě                                          | buk lesní | 520 | 102428 Q11362291 | Kategorie „Buk na Ždánově“ na Wikimedia Commons                                        | Les.odd 249 a |
| Skupina javorů Ždánov                                 | Skupina javorů Ždánov                                            | Nezdice na Šumavě 49°9′1″ s. š., 13°35′32″ v. d.           | javor klen (2) | & Chyba ve výrazu: Neočekávaný operátor / Chyba ve výrazu: Neočekávaný operátor / Chyba ve výrazu: Neočekávaný operátor / Chyba ve výrazu: Neočekávaný operátor / Chyba ve výrazu: Neočekávaný operátor / Chyba ve výrazu: Neočekávaný operátor / Chyba ve výrazu: Neočekávaný operátor / Chyba ve výrazu: Neočekávaný operátor / Chyba ve výrazu: Neočekávaný operátor / Chyba ve výrazu: Neočekávaný operátor / Chyba ve výrazu: Neočekávaný operátor / Chyba ve výrazu: Neočekávaný operátor / Chyba ve výrazu: Neočekávaný operátor / Chyba ve výrazu: Neočekávaný operátor / Chyba ve výrazu: Neočekávaný operátor / -1.0000-0 | 102426 Q12054570 | Kategorie „Skupina javorů Ždánov“ na Wikimedia Commons                                 | Les.odd 249 |
| Ždánovská lípa                                        |                                                                  | Nezdice na Šumavě 49°8′50″ s. š., 13°35′18″ v. d.          | lípa velkolistá | 435 | 102429 Q10271633 | Kategorie „Ždánovská lípa“ na Wikimedia Commons                                        | Les.odd 252 |
| Annínský smrk u rybárny                               |                                                                  | Nové Městečko 49°10′29″ s. š., 13°30′55″ v. d.             | smrk ztepilý | 340 | 102398 Q26787677 |                                                                                        | U Anínské rybárny |
| Lípa v Nuzerově (2)                                   |                                                                  | Nuzerov 49°11′34″ s. š., 13°28′53″ v. d.                   | lípa velkolistá | 310 | 102402 Q26787678 |                                                                                        | Na konci obce směrem na jih, v blízkosti polní cesty |
| Lípa v Nuzerově †                                     |                                                                  | Nuzerov                                                    | lípa malolistá | 385 | 104482 Q95580209 |                                                                                        | Zrušen rozhodnutím MÚ Sušice čj. výst/202/246 17.7.2002 |
| Lípa u kapličky v Obytcích                            | Lípa u barokní kapličky na návrší na konci obce Obytce u Klatov. | Obytce 49°23′43″ s. š., 13°22′20″ v. d.                    | lípa velkolistá | 741 | 102454 Q12034677 |                                                                                        | Na návrší před obcí u kaple za obytným domem se zahradou |
| Oldřichovická lípa                                    | Oldřichovická lípa                                               | Oldřichovice u Děpoltic 49°16′13″ s. š., 13°13′15″ v. d.   | lípa velkolistá | 400 | 102427 Q12042482 |                                                                                        | Sad u Děpoltic, severně od Oldřichovic |
| Želivské lípy                                         |                                                                  | Oldřichovice u Děpoltic 49°16′21″ s. š., 13°13′11″ v. d.   | lípa velkolistá (2) | & Chyba ve výrazu: Neočekávaný operátor / Chyba ve výrazu: Neočekávaný operátor / Chyba ve výrazu: Neočekávaný operátor / Chyba ve výrazu: Neočekávaný operátor / Chyba ve výrazu: Neočekávaný operátor / Chyba ve výrazu: Neočekávaný operátor / Chyba ve výrazu: Neočekávaný operátor / Chyba ve výrazu: Neočekávaný operátor / Chyba ve výrazu: Neočekávaný operátor / Chyba ve výrazu: Neočekávaný operátor / Chyba ve výrazu: Neočekávaný operátor / Chyba ve výrazu: Neočekávaný operátor / Chyba ve výrazu: Neočekávaný operátor / Chyba ve výrazu: Neočekávaný operátor / Chyba ve výrazu: Neočekávaný operátor / -1.0000-0 | 102420 Q10280950 |                                                                                        | V jižní části obce, v ovocném sadu |
| Buk na Berglu                                         |                                                                  | Paště 49°7′23″ s. š., 13°28′24″ v. d.                      | buk lesní | 470 | 105696 Q26790241 | Kategorie „Buk na Berglu“ na Wikimedia Commons                                         | |
| Paštěcká lípa                                         |                                                                  | Paště 49°7′19″ s. š., 13°28′49″ v. d.                      | lípa velkolistá | 585 | 105695 Q26790240 | Kategorie „Paštěcká lípa“ na Wikimedia Commons                                         | V bývalé osadě Přední Paště (zaniklé poválečným vysídlením) vedle účelové komunikace na místě zvaném Hofmannhof (býv. čp. 22) |
| Kněžický klen                                         | Kněžický klen                                                    | Petrovice u Sušice 49°13′22″ s. š., 13°26′23″ v. d.        | javor klen | 560 | 102432 Q26787682 | Kategorie „Kněžický klen“ na Wikimedia Commons                                         | Boulovitý kmen, rozvětvený z jednoho místa, část větví je ořezána. Obvod kmene 730/1992 je podivný, strom je označen, k záměně nedošlo, stojí v zahradě bývalého zámku Kněžice na severu obce u plotu nad silnicí                     |
| Platořská lípa                                        | Platořská lípa                                                   | Platoř 49°11′44″ s. š., 13°31′51″ v. d.                    | lípa | 430 | 102435 Q16162854 | Kategorie „Platořská lípa“ na Wikimedia Commons                                        | U kapličky na návsi |
| Platořský buk                                         |                                                                  | Platoř 49°11′43″ s. š., 13°31′41″ v. d.                    | buk lesní | 345 | 105619 Q26790190 |                                                                                        | Na náspu staré vozové cesty cca 160 m západně nad osadou |
| Tomáškova lípa                                        |                                                                  | Podolí u Klatov 49°18′6″ s. š., 13°20′55″ v. d.            | lípa velkolistá | 620 | 102481 Q12059372 |                                                                                        | U čp. 6 |
| Lípa v Bažantnické aleji                              | Památná lípa v aleji při cestě na Pušperk.                       | Poleň 49°26′29″ s. š., 13°9′32″ v. d.                      | lípa malolistá | 543 | 106008 Q26790619 |                                                                                        | Součást lipové aleje při místní nezpevněné komunikaci vedoucí z Bažantnice na Pušperk |
| Poleňská lípa – Dobrovského                           | Poleňská lípa – Dobrovského                                      | Poleň 49°25′35″ s. š., 13°10′39″ v. d.                     | lípa velkolistá | 356 | 102450 Q11812844 |                                                                                        | V obci na návsi u kostela |
| Pušperský dub                                         | Památný dub pod Pušperkem.                                       | Poleň 49°26′14″ s. š., 13°8′55″ v. d.                      | dub letní | 425 | 106009 Q26790620 |                                                                                        | Na travnatém pozemku v blízkosti nezpevněné polní cesty vedoucí z Pušperku do Bezpravovic |
| Tyršův dub                                            | Památný Tyršův dub                                               | Předslav 49°26′55″ s. š., 13°21′ v. d.                     | dub letní | 560 | 102433 Q12060091 |                                                                                        | U rybníčku |
| Radešovská lípa                                       | Radešovská lípa                                                  | Radešov u Rejštejna 49°9′16″ s. š., 13°30′40″ v. d.        | lípa malolistá | 380 | 102399 Q12048535 | Kategorie „Radešovská lípa“ na Wikimedia Commons                                       | Jihovýchodně. od Radešova při cestě do Klášterského mlýna |
| Skupina dubů u Radešovského mostu                     |                                                                  | Radešov u Rejštejna                                        | dub letní (3) | & Chyba ve výrazu: Neočekávaný operátor / Chyba ve výrazu: Neočekávaný operátor / Chyba ve výrazu: Neočekávaný operátor / Chyba ve výrazu: Neočekávaný operátor / Chyba ve výrazu: Neočekávaný operátor / Chyba ve výrazu: Neočekávaný operátor / Chyba ve výrazu: Neočekávaný operátor / Chyba ve výrazu: Neočekávaný operátor / Chyba ve výrazu: Neočekávaný operátor / Chyba ve výrazu: Neočekávaný operátor / Chyba ve výrazu: Neočekávaný operátor / Chyba ve výrazu: Neočekávaný operátor / Chyba ve výrazu: Neočekávaný operátor / Chyba ve výrazu: Neočekávaný operátor / Chyba ve výrazu: Neočekávaný operátor / -1.0000-0 | 102397 Q12054569 | Kategorie „Skupina dubů u Radešovského mostu“ na Wikimedia Commons                     | Od Radešovského mostu směrem na Vatětice |
| Jilm na Kozím Hřbetu                                  |                                                                  | Rejštejn 49°7′15″ s. š., 13°31′24″ v. d.                   | jilm horský | 312 | 106048 Q26790664 |                                                                                        | V osadě Velký Kozí Hřbet u kaple |
| Jilm pod Kozincem                                     |                                                                  | Rejštejn 49°6′52″ s. š., 13°32′20″ v. d.                   | jilm horský | 292 | 106239 Q73601775 |                                                                                        | V blízkosti osady Kozí Hřbet, nedaleko vrchu Kozinec ve špičce pozemku. |
| Leškovy lípy                                          |                                                                  | Rejštejn 49°6′52″ s. š., 13°32′20″ v. d.                   | lípa velkolistá (2) | & Chyba ve výrazu: Neočekávaný operátor / Chyba ve výrazu: Neočekávaný operátor / Chyba ve výrazu: Neočekávaný operátor / Chyba ve výrazu: Neočekávaný operátor / Chyba ve výrazu: Neočekávaný operátor / Chyba ve výrazu: Neočekávaný operátor / Chyba ve výrazu: Neočekávaný operátor / Chyba ve výrazu: Neočekávaný operátor / Chyba ve výrazu: Neočekávaný operátor / Chyba ve výrazu: Neočekávaný operátor / Chyba ve výrazu: Neočekávaný operátor / Chyba ve výrazu: Neočekávaný operátor / Chyba ve výrazu: Neočekávaný operátor / Chyba ve výrazu: Neočekávaný operátor / Chyba ve výrazu: Neočekávaný operátor / -1.0000-0 | 102412 Q26779868 |                                                                                        | Ve Svojši, nad bývalou hájovnou Vysoká Myť, vlevo pod silnicí |
| Lípa na Myších Domcích                                |                                                                  | Rejštejn 49°7′59″ s. š., 13°30′3″ v. d.                    | lípa malolistá | 377 | 106225 Q73601740 |                                                                                        | V blízkosti silnice II. třídy č. 169 v místě bývalé osady Myší Domky (zvané Maushäusel) |
| Sikova lípa                                           |                                                                  | Rudoltice u Černíkova 49°24′41″ s. š., 13°8′21″ v. d.      | lípa maolistá | 640 | 102591/1         |                                                                                        | Na zahradě za domem čp. 16 ve střední části obce |
| Skupina velkolistých lip ve Sluhově                   | Sluhovské lípy                                                   | Sluhov 49°18′40″ s. š., 13°23′12″ v. d.                    | lípa velkolistá (2) | & Chyba ve výrazu: Neočekávaný operátor / Chyba ve výrazu: Neočekávaný operátor / Chyba ve výrazu: Neočekávaný operátor / Chyba ve výrazu: Neočekávaný operátor / Chyba ve výrazu: Neočekávaný operátor / Chyba ve výrazu: Neočekávaný operátor / Chyba ve výrazu: Neočekávaný operátor / Chyba ve výrazu: Neočekávaný operátor / Chyba ve výrazu: Neočekávaný operátor / Chyba ve výrazu: Neočekávaný operátor / Chyba ve výrazu: Neočekávaný operátor / Chyba ve výrazu: Neočekávaný operátor / Chyba ve výrazu: Neočekávaný operátor / Chyba ve výrazu: Neočekávaný operátor / Chyba ve výrazu: Neočekávaný operátor / -1.0000-0 | 104639 Q26779876 |                                                                                        | U křížku v centru osady Sluhov |
| Sluhovská lípa                                        | Sluhovská lípa                                                   | Sluhov 49°18′39″ s. š., 13°23′11″ v. d.                    | lípa velkolistá | 790 | 102484 Q12270007 |                                                                                        | V centru osady |
| Dub u Vomáčků †                                       |                                                                  | Srní I                                                     | dub letní | 300 | 102437 Q11832523 |                                                                                        | V blízkosti vodního zdroje pro nedalekou chatu Povydří |
| Javor klen u Nového Sedla                             | Javor klen na Sedle                                              | Srní I 49°6′7″ s. š., 13°28′8″ v. d.                       | javor klen | 360 | 102414 Q12024265 |                                                                                        | U usedlosti č.p. 168 na Srnském okruhu |
| Javor klen u Nového Sedla                             |                                                                  | Srní I 49°6′17″ s. š., 13°28′4″ v. d.                      | javor klen | 380 | 102415 Q12024263 |                                                                                        | Na kopci dominanta |
| Skupina lip srdčitých                                 |                                                                  | Srní I                                                     | lípa malolistá (3) | & Chyba ve výrazu: Neočekávaný operátor / Chyba ve výrazu: Neočekávaný operátor / Chyba ve výrazu: Neočekávaný operátor / Chyba ve výrazu: Neočekávaný operátor / Chyba ve výrazu: Neočekávaný operátor / Chyba ve výrazu: Neočekávaný operátor / Chyba ve výrazu: Neočekávaný operátor / Chyba ve výrazu: Neočekávaný operátor / Chyba ve výrazu: Neočekávaný operátor / Chyba ve výrazu: Neočekávaný operátor / Chyba ve výrazu: Neočekávaný operátor / Chyba ve výrazu: Neočekávaný operátor / Chyba ve výrazu: Neočekávaný operátor / Chyba ve výrazu: Neočekávaný operátor / Chyba ve výrazu: Neočekávaný operátor / -1.0000-0 | 102418 Q12034717 |                                                                                        | Skupina lip srdčitých u rekreačního střediska Uranové doly |
| Skupina 2 javorů klenů u Nového Sedla                 |                                                                  | Srní I 49°6′6″ s. š., 13°27′52″ v. d.                      | javor klen (2) | & Chyba ve výrazu: Neočekávaný operátor / Chyba ve výrazu: Neočekávaný operátor / Chyba ve výrazu: Neočekávaný operátor / Chyba ve výrazu: Neočekávaný operátor / Chyba ve výrazu: Neočekávaný operátor / Chyba ve výrazu: Neočekávaný operátor / Chyba ve výrazu: Neočekávaný operátor / Chyba ve výrazu: Neočekávaný operátor / Chyba ve výrazu: Neočekávaný operátor / Chyba ve výrazu: Neočekávaný operátor / Chyba ve výrazu: Neočekávaný operátor / Chyba ve výrazu: Neočekávaný operátor / Chyba ve výrazu: Neočekávaný operátor / Chyba ve výrazu: Neočekávaný operátor / Chyba ve výrazu: Neočekávaný operátor / -1.0000-0 | 102417 Q12029362 |                                                                                        | Neuvedena |
| Smrk ztepilý                                          |                                                                  | Srní I 49°6′6″ s. š., 13°27′52″ v. d.                      | smrk ztepilý | 482 | 102436 Q26787683 | Kategorie „Smrk ztepilý (Srní)“ na Wikimedia Commons                                   | Srůst dvou exemplářů |
| Strašínský klen u kostela                             |                                                                  | Strašín 49°10′38″ s. š., 13°37′58″ v. d.                   | javor klen | 330 | 105948 Q26790563 |                                                                                        | Lesní porost u kostela p. Marie, cca 10 m severozápadně od jeho zdi. |
| Buk na Suchém Kameni                                  |                                                                  | Suchý Kámen 49°16′9″ s. š., 13°7′28″ v. d.                 | buk lesní | 377 | 102383 Q11362241 |                                                                                        | U křižovatky lesních cest na Suchém Kameni |
| Buk nad fořtovnou                                     |                                                                  | Suchý Kámen 49°16′16″ s. š., 13°7′40″ v. d.                | buk lesní | 265 | 102381 Q11362315 |                                                                                        | Pod cestou Stará Lhota Suchý Kámen, lesní porost 114 B |
| Buk pod penzionem                                     |                                                                  | Suchý Kámen 49°16′17″ s. š., 13°7′40″ v. d.                | buk lesní | 280 | 102380 Q11362338 |                                                                                        | Nad cestou Stará Lhota Suchý Kámen, lesní porost 112 A |
| Hraniční buk                                          |                                                                  | Suchý Kámen 49°16′16″ s. š., 13°7′39″ v. d.                | buk lesní | 269 | 102385 Q12020654 |                                                                                        | Na hranici mezi k.ú. Suchý Kámen a Stará Lhota hraniční strom |
| Smrk na Suchém Kameni                                 |                                                                  | Suchý Kámen 49°16′10″ s. š., 13°7′28″ v. d.                | smrk ztepilý | 423 | 102386 Q12055045 |                                                                                        | Na křižovatce lesních cest |
| Dub letní v Podmoklech                                |                                                                  | Sušice nad Otavou 49°13′24″ s. š., 13°34′31″ v. d.         | dub letní | 390 | 102376 Q26787675 |                                                                                        | Pod Kotalovskými Dvory, u polní cesty se zelenou turistickou značkou |
| Lípa nad Malou farářkou 1                             |                                                                  | Sušice nad Otavou 49°13′11″ s. š., 13°31′51″ v. d.         | lípa malolistá | 324 | 102373 Q12034719 |                                                                                        | Na svahu nad bývalými kasárnami, u křížku (blíže lesu) |
| Lípa nad Malou farářkou 2                             |                                                                  | Sušice nad Otavou 49°13′11″ s. š., 13°31′51″ v. d.         | lípa malolistá | 315 | 102372 Q12034719 |                                                                                        | Na svahu nad bývalými kasárnami, u křížku (blíže louky) |
| Lípa v lesoparku Luh                                  |                                                                  | Sušice nad Otavou 49°13′30″ s. š., 13°31′ v. d.            | lípa srdčitá | 374 | 102377 Q26787676 |                                                                                        | Při okraji cesty vedoucí lesoparkem blízko kulturního zařízení "Santos" |
| Lípy u Lurdské kaple                                  |                                                                  | Sušice nad Otavou 49°13′52″ s. š., 13°31′13″ v. d.         | lípa srdčitá (7) | & Chyba ve výrazu: Neočekávaný operátor / Chyba ve výrazu: Neočekávaný operátor / Chyba ve výrazu: Neočekávaný operátor / Chyba ve výrazu: Neočekávaný operátor / Chyba ve výrazu: Neočekávaný operátor / Chyba ve výrazu: Neočekávaný operátor / Chyba ve výrazu: Neočekávaný operátor / Chyba ve výrazu: Neočekávaný operátor / Chyba ve výrazu: Neočekávaný operátor / Chyba ve výrazu: Neočekávaný operátor / Chyba ve výrazu: Neočekávaný operátor / Chyba ve výrazu: Neočekávaný operátor / Chyba ve výrazu: Neočekávaný operátor / Chyba ve výrazu: Neočekávaný operátor / Chyba ve výrazu: Neočekávaný operátor / -1.0000-0 | 102375 Q26779873 |                                                                                        | U Lurdské kaple |
| Lípa srdčitá                                          |                                                                  | Svatá Kateřina u Chudenína 49°15′59″ s. š., 13°3′30″ v. d. | lípa malolistá | 425 | 102425 Q12034652 |                                                                                        | Zdravotní stav kritický, odumírá na louce poblíž hraničního přechodu |
| Jilm horský u Mlýnského rybníka †                     |                                                                  | Svojšice u Sušice                                          | jilm horský | 460 | 102378           |                                                                                        | Na pravé straně v blízkosti hráze rybníka |
| Lípa u Mlýnského rybníka                              |                                                                  | Svojšice u Sušice 49°14′26″ s. š., 49°14′26″ v. d.         | lípa velkolistá | 400 | 105062 Q75707949 |                                                                                        | Na pravé straně v blízkosti hráze rybníka |
| Lípa u Mlýnského rybníka                              |                                                                  | Svojšice u Sušice 49°14′26″ s. š., 13°27′40″ v. d.         | lípa velkolistá | 340 | 105063 Q75707974 |                                                                                        | Na pravé straně v blízkosti hráze rybníka |
| Lípa u Valdmanů                                       |                                                                  | Svojšice u Sušice 49°14′36″ s. š., 13°27′14″ v. d.         | lípa velkolistá | 650 | 102461 Q26787685 | Kategorie „Lípa u Valdmanů“ na Wikimedia Commons                                       | U zdi usedlosti čp.19 |
| Svojšická lípa                                        |                                                                  | Svojšice u Sušice 49°14′37″ s. š., 13°27′11″ v. d.         | lípa velkolistá | 522 | 102462 Q26787686 | Kategorie „Svojšická lípa“ na Wikimedia Commons                                        | Na hřbitově při zdi u vchodu |
| Železnorudský jasan                                   |                                                                  | Špičák 49°8′22″ s. š., 13°13′26″ v. d.                     | jasan ztepilý | 320 | 102391 Q10279851 |                                                                                        | U nové benzinové stanice |
| Lípa ve Vatětické aleji                               | Lípa ve Vatětické aleji                                          | Štěpanice 49°9′38″ s. š., 13°29′28″ v. d.                  | lípa malolistá | 455 | 102473 Q26787691 | Kategorie „Lípa ve Vatětické aleji“ na Wikimedia Commons                               | U silnice z Palvínova do Vatětic, křižovatka s polní cestou |
| Palvínovská alej ke statku                            | Palvínovská alej ke statku                                       | Štěpanice 49°9′57″ s. š., 13°28′58″ v. d.                  | lípa velkolistá (14) | & Chyba ve výrazu: Neočekávaný operátor / Chyba ve výrazu: Neočekávaný operátor / Chyba ve výrazu: Neočekávaný operátor / Chyba ve výrazu: Neočekávaný operátor / Chyba ve výrazu: Neočekávaný operátor / Chyba ve výrazu: Neočekávaný operátor / Chyba ve výrazu: Neočekávaný operátor / Chyba ve výrazu: Neočekávaný operátor / Chyba ve výrazu: Neočekávaný operátor / Chyba ve výrazu: Neočekávaný operátor / Chyba ve výrazu: Neočekávaný operátor / Chyba ve výrazu: Neočekávaný operátor / Chyba ve výrazu: Neočekávaný operátor / Chyba ve výrazu: Neočekávaný operátor / Chyba ve výrazu: Neočekávaný operátor / -1.0000-0 | 104866 Q26790840 | Kategorie „Palvínovská alej ke statku“ na Wikimedia Commons                            | Podél cesty k polorozpadlému zámečku Palvínov; stáří cca 200 let, obvody kmenů od 160 do 433 cm |
| Palvínovská lípa                                      |                                                                  | Štěpanice 49°10′5″ s. š., 13°28′50″ v. d.                  | lípa malolistá | 530 | 102475 Q26787693 |                                                                                        | Na severozápadním okraji Palvínova |
| Skupina stromů v zámeckém parku Palvínov              |                                                                  | Štěpanice 49°9′57″ s. š., 13°29′ v. d.                     | jedle bělokorá (1) dub letní (2) lípa malolistá (1)                                                                                            | & Chyba ve výrazu: Neočekávaný operátor / Chyba ve výrazu: Neočekávaný operátor / Chyba ve výrazu: Neočekávaný operátor / Chyba ve výrazu: Neočekávaný operátor / Chyba ve výrazu: Neočekávaný operátor / Chyba ve výrazu: Neočekávaný operátor / Chyba ve výrazu: Neočekávaný operátor / Chyba ve výrazu: Neočekávaný operátor / Chyba ve výrazu: Neočekávaný operátor / Chyba ve výrazu: Neočekávaný operátor / Chyba ve výrazu: Neočekávaný operátor / Chyba ve výrazu: Neočekávaný operátor / Chyba ve výrazu: Neočekávaný operátor / Chyba ve výrazu: Neočekávaný operátor / Chyba ve výrazu: Neočekávaný operátor / -1.0000-0 | 102395 Q12054577 | Kategorie „Skupina stromů v zámeckém parku Palvinov“ na Wikimedia Commons              | Zámecký park Palvínov |
| Vatětická lípa                                        |                                                                  | Štěpanice 49°9′56″ s. š., 13°28′56″ v. d.                  | lípa malolistá | 600 | 102471 Q26787688 | Kategorie „Vatětická lípa“ na Wikimedia Commons                                        | V Pavlínově na křižovatce ke statku |
| Vatětický jasan                                       | Vatětický jasan                                                  | Štěpanice 49°9′48″ s. š., 13°29′10″ v. d.                  | jasan ztepilý | 580 | 102470 Q26787687 | Kategorie „Vatětický jasan“ na Wikimedia Commons                                       | Koruna je vysoko vyvětvena, kmen se ve 2,5 m dělí na tři hlavní větve u silnice z Vatětic na Palvínov poblíž lípy |
| Vatětický javor                                       |                                                                  | Štěpanice 49°9′45″ s. š., 13°29′17″ v. d.                  | javor klen | 435 | 102472 Q26787690 | Kategorie „Vatětický javor“ na Wikimedia Commons                                       | Ve 2,5 m se kmen dělí na tři hlavní větve, koruna je nasazena vysoko a je úzká, strom je v zápoji u silnice z Vatětic na Palvínov, vpravo                                                                                             |
| Zámecký klen                                          | Zámecký klen                                                     | Štěpanice 49°10′ s. š., 13°29′ v. d.                       | javor klen | 470 | 102474 Q26787692 | Kategorie „Zámecký klen“ na Wikimedia Commons                                          | U zámku |
| Štěpánovická lípa                                     | Štěpánovická lípa                                                | Štěpánovice 49°25′44″ s. š., 13°16′53″ v. d.               | lípa malolistá | 463 | 106185 Q73599791 |                                                                                        | Po pravé straně cesty ke vstupní bráně na hřbitov s kostelem svatého Michala |
| Lípy ve Švihově                                       |                                                                  | Švihov u Klatov 49°28′53″ s. š., 13°17′3″ v. d.            | lípa velkolistá (2) | 365,214 | 104853 Q26779860 | Kategorie „Lípy ve Švihově“ na Wikimedia Commons                                       | Travnatý pás u asfaltové cesty na okraji města u křížku; obvod kmene: 365, 214 |
| Tajanovská borovice †                                 |                                                                  | Tajanov u Malonic                                          | borovice lesní | 300 | 102483 Q12058238 |                                                                                        | Třetina stromu je odříznutá, větví se na dvě části, kmen dutý, koruna řídká a jednostranná jižně od Tajanova při cestě; 18.1.2007 vyvrácena vichřicí                                                                                  |
| Lípa srdčitá u kostela na Zdouni                      | Lípa srdčitá u kostela na Zdouni                                 | Tedražice 49°15′43″ s. š., 13°30′46″ v. d.                 | lípa srdčitá | 423 | 104640 Q26789300 |                                                                                        | Vně zdi u kostela na Zdouni |
| Lípa velkolistá u kostela na Zdouni                   | Lípa velkolistá u kostela na Zdouni                              | Tedražice 49°15′43″ s. š., 13°30′45″ v. d.                 | lípa velkolistá | 366 | 104638 Q26789299 |                                                                                        | Vně zdi kostela na Zdouni u vchodu na hřbitov |
| Valachoc lípa                                         |                                                                  | Těchonice 49°22′9″ s. š., 13°34′29″ v. d.                  | lípa srdčitá | 473 | 105035 Q26789632 |                                                                                        | Za obcí u křížku vedle cesty z Těchonic do Strážovic; zasazena v r. 1920 |
| Trsická lípa                                          | Trsická lípa                                                     | Trsice 49°13′5″ s. š., 13°27′30″ v. d.                     | lípa srdčitá | 750 | 102487 Q12059787 | Kategorie „Trsická lípa“ na Wikimedia Commons                                          | Souřadnice 49 13,111, 13 27,570 na návsi u křížku |
| Skupina dubů ve Sloním údolí                          |                                                                  | Vatětice 49°9′40″ s. š., 13°29′42″ v. d.                   | dub letní (3) | 240,290,312 | 102396 Q12054571 |                                                                                        | Ve Sloním údolí |
| Vatěticko-mouřenecká alej                             |                                                                  | Vatětice 49°9′40″ s. š., 13°29′42″ v. d.                   | dub letní (8) lípa velkolistá (6) | & Chyba ve výrazu: Neočekávaný operátor / Chyba ve výrazu: Neočekávaný operátor / Chyba ve výrazu: Neočekávaný operátor / Chyba ve výrazu: Neočekávaný operátor / Chyba ve výrazu: Neočekávaný operátor / Chyba ve výrazu: Neočekávaný operátor / Chyba ve výrazu: Neočekávaný operátor / Chyba ve výrazu: Neočekávaný operátor / Chyba ve výrazu: Neočekávaný operátor / Chyba ve výrazu: Neočekávaný operátor / Chyba ve výrazu: Neočekávaný operátor / Chyba ve výrazu: Neočekávaný operátor / Chyba ve výrazu: Neočekávaný operátor / Chyba ve výrazu: Neočekávaný operátor / Chyba ve výrazu: Neočekávaný operátor / -1.0000-0 | 104865 Q26779879 | Kategorie „Vatěticko-mouřenecká alej“ na Wikimedia Commons                             | Podél zaniklé cesty mezi Vatěticemi a Mouřencem v lesním porostu, stáří cca 200 let; obvody mmenů od 175 do 383 |
| Velhartické lípy                                      |                                                                  | Velhartice 49°15′55″ s. š., 13°23′23″ v. d.                | lípa velkolistá (2) | & Chyba ve výrazu: Neočekávaný operátor / Chyba ve výrazu: Neočekávaný operátor / Chyba ve výrazu: Neočekávaný operátor / Chyba ve výrazu: Neočekávaný operátor / Chyba ve výrazu: Neočekávaný operátor / Chyba ve výrazu: Neočekávaný operátor / Chyba ve výrazu: Neočekávaný operátor / Chyba ve výrazu: Neočekávaný operátor / Chyba ve výrazu: Neočekávaný operátor / Chyba ve výrazu: Neočekávaný operátor / Chyba ve výrazu: Neočekávaný operátor / Chyba ve výrazu: Neočekávaný operátor / Chyba ve výrazu: Neočekávaný operátor / Chyba ve výrazu: Neočekávaný operátor / Chyba ve výrazu: Neočekávaný operátor / -1.0000-0 | 102424 Q11878378 |                                                                                        | U fary |
| Rosenauerův dub                                       | Rosenauerův dub                                                  | Velké Hydčice 49°18′41″ s. š., 13°41′11″ v. d.             | dub letní | 447 | 102405 Q12049794 | Kategorie „Rosenauerův dub“ na Wikimedia Commons                                       | Jižně od silnice Horažďovice–Velké Hydčice v lese za vodárnou |
| Dub na Kozím Hřbetu                                   |                                                                  | Velký Kozí Hřbet 49°7′19″ s. š., 13°31′25″ v. d.           | dub letní | 340 | 106210 Q73601669 |                                                                                        | Nedaleko kaple u domu č.p. 8 v osadě Velký Kozí Hřbet, zvané též Cimruky (Gross Ziegenruck). |
| Lípa na Kozím Hřbetu                                  |                                                                  | Velký Kozí Hřbet 49°7′18″ s. š., 13°31′24″ v. d.           | lípa velkolistá | 415 | 106209 Q73601668 |                                                                                        | Nedaleko kaple u domu č.p. 8 v osadě Velký Kozí Hřbet, zvané též Cimruky (Gross Ziegenruck). |
| Smrk na Stimlingu                                     |                                                                  | Velký Radkov II 49°8′10″ s. š., 13°28′23″ v. d.            | smrk ztepilý | 357 | 105859 Q26790462 |                                                                                        | V lesním porostu u bývalé samoty Stimling v blízkosti zaniklé nemovitosti čp. 17, pod stromem je pramen zásobující nedalekou malou vodní nádrž                                                                                        |
| Vlastějovská lípa                                     | Vlastějovská lípa                                                | Vlastějov 49°12′12″ s. š., 13°25′56″ v. d.                 | lípa srdčitá | 600 | 102459 Q11916499 | Kategorie „Vlastějovská lípa“ na Wikimedia Commons                                     | Na pastvině pod kravínem nad silnicí do Jiřičné |
| Vracovská lípa                                        |                                                                  | Vracov u Číhaně 49°23′26″ s. š., 13°26′9″ v. d.            | lípa velkolistá | 460 | 102430 Q11937112 |                                                                                        | U rybníka |
| Lípa u Chalupských                                    |                                                                  | Zámyšl 49°13′14″ s. š., 13°22′22″ v. d.                    | lípa malolistá | 580 | 102406 Q12034657 | Kategorie „Tilia cordata Chalupských“ na Wikimedia Commons                             | Na jižním okraji |
| Dub Šternberk                                         | Dub Šternberk                                                    | Zářečí u Horažďovic 49°19′23″ s. š., 13°41′40″ v. d.       | dub letní | 430 | 105595 Q26790171 | Kategorie „Dub Šternberk“ na Wikimedia Commons                                         | V tzv. Panské zahradě nedaleko skautské klubovny |
| Zavlekovské lípy                                      |                                                                  | Zavlekov 49°20′14″ s. š., 13°29′26″ v. d.                  | lípa malolistá (4) | & Chyba ve výrazu: Neočekávaný operátor / Chyba ve výrazu: Neočekávaný operátor / Chyba ve výrazu: Neočekávaný operátor / Chyba ve výrazu: Neočekávaný operátor / Chyba ve výrazu: Neočekávaný operátor / Chyba ve výrazu: Neočekávaný operátor / Chyba ve výrazu: Neočekávaný operátor / Chyba ve výrazu: Neočekávaný operátor / Chyba ve výrazu: Neočekávaný operátor / Chyba ve výrazu: Neočekávaný operátor / Chyba ve výrazu: Neočekávaný operátor / Chyba ve výrazu: Neočekávaný operátor / Chyba ve výrazu: Neočekávaný operátor / Chyba ve výrazu: Neočekávaný operátor / Chyba ve výrazu: Neočekávaný operátor / -1.0000-0 | 102419 Q10857320 |                                                                                        | Na severovýchodním okraji obce u silnice směrem na Plichtice |
| Nicovská lípa †                                       |                                                                  | Zborovy                                                    | lípa velkolistá | 458 | 104485 Q95581869 |                                                                                        | Před vchodem do kostela v Nicově |
| Zdebořická lípa                                       | Lípa ve Zdebořicích u kostela a hřbitova.                        | Zdebořice 49°21′53″ s. š., 13°24′51″ v. d.                 | lípa velkolistá | 526 | 102453 Q10857442 |                                                                                        | Před vchodem na hřbitov |
| Lípy u kostela v Zelené Lhotě                         |                                                                  | Zelená Lhota 49°14′31″ s. š., 13°10′24″ v. d.              | lípa velkolistá (2) | & Chyba ve výrazu: Neočekávaný operátor / Chyba ve výrazu: Neočekávaný operátor / Chyba ve výrazu: Neočekávaný operátor / Chyba ve výrazu: Neočekávaný operátor / Chyba ve výrazu: Neočekávaný operátor / Chyba ve výrazu: Neočekávaný operátor / Chyba ve výrazu: Neočekávaný operátor / Chyba ve výrazu: Neočekávaný operátor / Chyba ve výrazu: Neočekávaný operátor / Chyba ve výrazu: Neočekávaný operátor / Chyba ve výrazu: Neočekávaný operátor / Chyba ve výrazu: Neočekávaný operátor / Chyba ve výrazu: Neočekávaný operátor / Chyba ve výrazu: Neočekávaný operátor / Chyba ve výrazu: Neočekávaný operátor / -1.0000-0 | 102369 Q12034729 | Kategorie „Lípy u kostela v Zelené Lhotě“ na Wikimedia Commons                         | U kostela |
| Zelenské lípy                                         |                                                                  | Zelená Lhota 50°26′45″ s. š., 13°19′8″ v. d.               | lípa (2) | 480,635 | 104483 Q26779867 |                                                                                        | U hlavní silnice ze Zelené Lhoty do Hojsovy Stráže. |
| Stromy na Zhůří                                       | Stromy na Zhůří                                                  | Zhůří 49°4′58″ s. š., 13°33′37″ v. d.                      | javor mléč (7) javor klen (38) jasan ztepilý (3) jilm horský (17) bříza bělokorá (3) lípa malolistá (13) lípa velkolistá (1) jírovec maďal (1) | & Chyba ve výrazu: Neočekávaný operátor / Chyba ve výrazu: Neočekávaný operátor / Chyba ve výrazu: Neočekávaný operátor / Chyba ve výrazu: Neočekávaný operátor / Chyba ve výrazu: Neočekávaný operátor / Chyba ve výrazu: Neočekávaný operátor / Chyba ve výrazu: Neočekávaný operátor / Chyba ve výrazu: Neočekávaný operátor / Chyba ve výrazu: Neočekávaný operátor / Chyba ve výrazu: Neočekávaný operátor / Chyba ve výrazu: Neočekávaný operátor / Chyba ve výrazu: Neočekávaný operátor / Chyba ve výrazu: Neočekávaný operátor / Chyba ve výrazu: Neočekávaný operátor / Chyba ve výrazu: Neočekávaný operátor / -1.0000-0 | 102400 Q26779864 | Kategorie „Stromy na Zhůří“ na Wikimedia Commons                                       | Zeleň zaniklé vesnice Zhůří v prostoru bývalé obce Zhůří |
| Zhůřská jedle                                         |                                                                  | Zhůří u Rejštejna 49°5′54″ s. š., 13°32′54″ v. d.          | jedle bělokorá | 363 | 102411 Q26787679 |                                                                                        | Mohutný strom na světlině v mladším porostu. Na turistické mapě zakreslena chybně na opačné straně od cesty ze Zhůří po zelené turistické značce, pod Huťskou horou                                                                   |
| Stromy u hřbitova                                     | Železná Ruda - památné stromy u hřbitova                         | Železná Ruda                                               | javor mléč (1) javor klen (2) jírovec maďal (2) lípa srdčitá (2)                                                                               | & Chyba ve výrazu: Neočekávaný operátor / Chyba ve výrazu: Neočekávaný operátor / Chyba ve výrazu: Neočekávaný operátor / Chyba ve výrazu: Neočekávaný operátor / Chyba ve výrazu: Neočekávaný operátor / Chyba ve výrazu: Neočekávaný operátor / Chyba ve výrazu: Neočekávaný operátor / Chyba ve výrazu: Neočekávaný operátor / Chyba ve výrazu: Neočekávaný operátor / Chyba ve výrazu: Neočekávaný operátor / Chyba ve výrazu: Neočekávaný operátor / Chyba ve výrazu: Neočekávaný operátor / Chyba ve výrazu: Neočekávaný operátor / Chyba ve výrazu: Neočekávaný operátor / Chyba ve výrazu: Neočekávaný operátor / -1.0000-0 | 102408 Q10768578 |                                                                                        | Jednostranná alej u hřbitovní zdi |
| Lípa srdčitá v zámeckém parku                         |                                                                  | Žihobce 49°12′52″ s. š., 13°37′58″ v. d.                   | lípa srdčitá | 445 | 104641 Q26789301 |                                                                                        | V zámeckém parku u přírodního parketu |
| Lípa srdčitá                                          | Lípa v Žichovicích                                               | Žichovice 49°16′ s. š., 3°37′32″ v. d.                     | lípa srdčitá | 370 | 105623 Q26790194 |                                                                                        | V zámeckém areálu |
| Vaňkův Dub v Žikově                                   |                                                                  | Žikov 49°13′56″ s. š., 13°27′28″ v. d.                     | dub letní | 355 | 104371 Q26789261 | Kategorie „Vaňkův Dub v Žikově“ na Wikimedia Commons                                   | V obci na dvoře hospodářské usedlosti čp. 3 |